# Tadeusz Piotrowski
|  | Per a l'alpinista del mateix nom, vegeu Tadeusz Piotrowski (alpinista) |

Tadeusz Piotrowski o Thaddeus Piotrowski (nascut el 1940 a Ryświanc, Volínia) és un sociòleg estatunidenc d'origen polonès. És catedràtic de Sociologia a la Divisió de Ciències Socials de la Universitat de Nou Hampshire a Manchester (UNH) a Manchester (Nou Hampshire), on viu.
Els cursos de Piotrowski a la Universitat de Nou Hampshire inclouen la història social de l'Holocaust i cursos sobre antropologia. Piotrowski és l'autor de diversos llibres sobre el tema de la història de Polònia durant la Segona Guerra Mundial, amb un enfocament especial als grups ètnics i minories de Polònia. Alguns dels seus temes escollits inclouen la invasió soviètica de Polònia i la neteja ètnica dels nacionalistes ucraïnesos a Volínia, on vivia amb la seva família sota l'ocupació soviètica i alemanya fins a 1943. Piotrowski ha rebut diversos premis per la promoció de la història de Polònia i de la cultura a Amèrica del Nord a través dels seus llibres i per la preservació de la memòria de la lluita per la independència de Polònia.

## Formació acadèmica
- Doctor en sociologia per la Universitat de Pennsilvània, 1973
- Master of Arts per la Universitat de Pennsilvània, 1971
- Bachelor of Arts per la Universitat Saint Francis, 1963

## Obres selectes
- Vengeance of the Swallows: Memoir of a Polish Family's Ordeal Under Soviet Aggression, Ukrainian Ethnic Cleansing and Nazi Enslavement, and Their Emigration to America (1995), McFarland & Company, ISBN 0786400013
- Poland's Holocaust (1998, 2006), McFarland, ISBN ISBN 0786403713
- Genocide and Rescue in Wolyn (2000, 2008), McFarland, ISBN 0786407735, ISBN 078644245X
- The Indian Heritage of New Hampshire and Northern New England (2002, 2009), McFarland, ISBN 0786442522, ISBN 0786410981
- The Polish Deportees of World War II (2004, 2008), McFarland, ISBN 0786418478.

## Premis
- Permi UNH a l'Excel·lent Professor Associat, Premi Facultat Acadèmica i un Premi Càtedra Carpenter de tres anys[1]
- El Premi a la Cultura del Consell Americà per a la Cultura Polonesa[1]
- El Premi Literari del Centre Sociocultural Polonès de la Biblioteca Polonesa a Londres[1]
- El Premi Medalla d'Or de l'Institut Americà de Cultura Polonesa de Florida[1]
- Intèrpret del Premi Saviesa Perenne per a la Conservació de Monuments de Nova York.[1]
- Certificat al Mèrit de l'Associació, amb seu a Varsòvia, dels veterans de guerra i expresos polítics de la República de Polònia.[1]